# Gustavo De Meo
Gustavo De Meo (Serracapriola, 25 agosto 1920 – Roma, 1º maggio 2010) è stato un politico italiano.

## Biografia
Deputato al Parlamento per la DC dal 1948 al 1976 per sei legislature, è stato Sottosegretario alla Presidenza del Consiglio per i governi Zoli, Fanfani e Tambroni e ministro della Difesa con i governi Leone e Fanfani e per nove anni giudice Costituzionale supplente ed ha partecipato alla guerra di Liberazione. Presidente per 40 anni della Fiera internazionale dell'Agricoltura di Foggia e presidente della cementeria di Barletta, ha presieduto l'Associazione nazionale combattenti e reduci dal 1980 con rinnovi congressuali triennali. È stato nominato anche cavaliere di Gran croce della repubblica italiana e cavaliere della Legion d'onore della Repubblica francese.